# 재능
재능(才能, 영어: talent, gift, ability, aptitude)이란 어떤 일을 하는 데 필요한 재주와 능력과 개인이 타고난 능력과 훈련에 의하여 획득된 능력을 아울러 이른다. 다중지능이론에 해당이 되어있다. 원래는 지적 재능, 지적 능력이며 타고난 소질을 말한다.

## 개요
인간형성에 있어서는 유전적, 환경적으로 타고나는 장점들은 과학적 재능(탐구력), 예술적 재능(창조), 어학적 재능(언어)으로 판단된다.
자신의 재능을 찾는 데엔 다중지능이론이 도움 된다. 어느 정도는 후천적 재능에 해당한다. 참고로 모국어가 아닌 언어를 구사하거나, 글을 쓰는 둥 오른손 잡이가 양손을 활용하는 데에도 훈련이 필요하다. 하지만 이러한 학위나 자격증을 따는 것이나 언어를 배우거나 그 외 훈련을 받아들이는 능력과 속도는 사람마다 모두 각자 다르게 타고난다. 심지어 타고나는 정도에 따라 아예 능력상 불가능한 사람도 있다. 따라서 마냥 후천적인 부분에 속하지는 않는다.
지능과는 다르며 엄밀히 노력의 일부인 생각에 집중하는 과정 즉, 몰입하고 염두에 두는 추론과 구분한다. 그 지능으로서 이루어내는 생각의 결과나 결과를 이끌어내는 과정은 선천적인 사고력이 작용하는 소질의 부분이다. 지능이 다른 사람이 같은 시간동안 같은 정도의 노력을 하며 집중을 하고 생각을 하면 결과는 다르다.
생각과 사고는 재능과 노력을 모두 요구한다. 역사적 발명가들은 창의력이나 지능에서 우수했으나 동시에 훨씬 더 열심히 생각을 자아냈다. 현대의 성과를 내지 못한 사람들은 상대방과 소질의 차이이다.

## 역사
1. 피카소는 그림을 그려내는 재능을 지녔지만, 그런 재능을 얻기까지의 전재와 노력이 충분한 시간 및 자원이 보장되는 한 노력해서 달성되지만 노력 끝에 재능이 개화하여 그림을 그리는 능력이 수명과 많은 재산을 타고난 것을 천재성이라고 볼 수 있다. 
2. 한학에 정통한 어떤 부친이 자작 한시와 선현들의 한시를 영역할 만큼의 재능을 보였으며 문학과 미술 그리고 음악에도 깊은 조예를 보였다고 읻컫는다.

## 같이 보기
- 지능
- 소질
- 노력
- 전재
- 영웅
- 교육심리학
- 다중지능이론
- 재능 있는 리플리 씨